# Hồng Hà (nhà báo)
Hồng Hà (1928–2011) là một nhà báo và một chính trị gia Việt Nam. Ông từng là Ủy viên Ban Chấp hành Trung ương Đảng Cộng sản Việt Nam khóa V (dự khuyết), VI, VII; Bí thư Ban Chấp hành Trung ương Đảng Cộng sản Việt Nam khóa VII; Đại biểu Quốc hội Việt Nam khóa IX; nguyên Tổng Biên tập Báo Nhân dân, Chánh Văn phòng Trung ương Đảng, Trưởng Ban Đối ngoại Trung ương, Trợ lý Tổng Bí thư; nguyên Tổng Thư ký, Ủy viên Thường trực Hội đồng Lý luận Trung ương Đảng Cộng sản Việt Nam; Phó Chủ tịch Hội Nhà báo Việt Nam, Chủ tịch tổ chức Nghị sĩ Việt Nam hữu nghị với các nước, Phó Chủ tịch Ủy ban Hòa bình Việt Nam.

## Thân thế và Sự nghiệp
Ông tên là Hà Văn Trường, sinh ngày 5 tháng 9 năm 1928, tại thành phố Nam Định (nay thuộc khu vực phường Trần Hưng Đạo, thành phố Nam Định, tỉnh Nam Định). Tuy nhiên, nguyên quán của ông là ở Quảng An (Tây Hồ, Hà Nội). Cha của ông là cụ Hà Văn Nguyên, làm việc trong Ty dây thép Nam Định (Bưu điện Nam Định). Anh trai ông là nhà báo Thép Mới (tức Hà Văn Lộc).
Từ tháng 3 năm 1945 đến tháng 8 năm 1945, ông bắt đầu hoạt động trong phong trào Học sinh Cứu quốc của Mặt trận Việt Minh tại thành phố Nam Định. Từ tháng 8 năm 1945 đến tháng 12 năm 1945 là Thanh niên Cứu quốc tỉnh Nam Định.

## Hoạt động báo chí cách mạng
Từ năm 1946: là Phóng viên Báo Cứu quốc, cơ quan Trung ương của Tổng bộ Việt Minh. Từ tháng 12 năm 1946 đến tháng 2 năm 1947 là Phóng viên chiến tranh của Báo Cứu quốc trong nội thành Hà Nội, làm Báo Cứu quốc Thủ đô.
Từ tháng 2 năm 1947 đến tháng 6 năm 1954 là Phóng viên chiến tranh của Báo Cứu quốc ở một số chiến dịch quân sự thuộc hữu ngạn và tả ngạn sông Hồng; phụ trách tổ tuyên truyền về quân sự và chiến đấu Báo Cứu quốc.
Từ tháng 6 năm 1954 đến tháng 9 năm 1954 công tác ở Báo Nhân dân, cơ quan Trung ương của Đảng Lao động Việt Nam. Công tác báo chí tại Đoàn đại biểu Bộ Tổng Tư lệnh Quân đội nhân dân Việt Nam đàm phán với Đoàn đại biểu quân đội viễn chinh Pháp ở Hội nghị Trung Giã (Thái Nguyên).
Từ tháng 10 năm 1954 đến tháng 12 năm 1956 làm Phó Trưởng ban (Vụ phó) Ban Tuyên truyền về công nghiệp của báo Nhân dân, phóng viên thường trú báo Nhân dân tại vùng mỏ Hòn Gai, Cẩm Phả.
Từ tháng 1 năm 1957 đến tháng 9 năm 1960. ông học và tốt nghiệp trường Đảng cao cấp trực thuộc Trung ương Đảng Cộng sản Liên Xô tại Moskva.
Từ tháng 9 năm 1960 đến tháng 7 năm 1968 là Phó trưởng ban rồi Trưởng ban (Vụ trưởng) Tuyên truyền về công nghiệp và thương nghiệp báo Nhân dân (từ năm 1965 là Trưởng ban Tuyên truyền về quân sự của báo Nhân dân)
Từ tháng 7 năm 1968 đến tháng 5 năm 1973: ông công tác báo chí ở Paris (Pháp) trong đoàn đại biểu của Chính phủ Việt Nam dân chủ cộng hòa đàm phán với Đoàn đại biểu của Chính phủ Hoa Kỳ tại Hội nghị Paris về Việt Nam. Trong thời gian này ông được cử đi công tác ở các nước: Anh, Ý, Bỉ, Ireland.
Là thành viên Ban biên tập báo Nhân dân (1969), Phó Tổng biên tập báo Nhân dân (1980).

## Tham gia công tác lãnh đạo
Tại Đại hội Đảng (CSVN) toàn quốc lần thứ V (1982), ông được bầu làm Ủy viên dự khuyết Ban Chấp hành Trung ương Đảng; làm Tổng Biên tập Báo Nhân dân.
Tại Đại hội Đảng (CSVN) toàn quốc lần thứ VI (1986), ông được bầu làm Ủy viên Ban Chấp hành Trung ương Đảng và làm Chánh Văn phòng Trung ương Đảng, sau đó là Trưởng Ban Đối ngoại Trung ương Đảng Cộng sản Việt Nam.
Tại Đại hội Đảng (CSVN) toàn quốc lần thứ VII (1991), ông được bầu làm Ủy viên Ban Chấp hành Trung ương Đảng và được Ban Chấp hành Trung ương bầu làm Ủy viên Ban Bí thư Trung ương Đảng Cộng sản Việt Nam.
Ngoài ra, ông còn đảm nhiệm nhiều chức vụ khác như: Trợ lý Tổng Bí thư, Tổng Thư ký Hội đồng Lý luận Trung ương; Phó Chủ tịch Hội Nhà báo Việt Nam; Chủ tịch Tổ chức Nghị sĩ Việt Nam hữu nghị với các nước; Phó Chủ tịch Ủy ban Hòa bình Việt Nam.
Ông là đại biểu Quốc hội Việt Nam khóa IX.
Tháng 12 năm 2006, ông nghỉ công tác.
Do tuổi cao, ông đã đột ngột từ trần hồi 9 giờ 40 phút, ngày 14 tháng 1 năm 2011 tại nhà riêng B4-1C, số 106 đường Đặng Thai Mai, quận Tây Hồ, thành phố Hà Nội.

## Phong tặng
- Huân chương Hồ Chí Minh;
- Huân chương Kháng chiến hạng nhì;
- Huân chương Kháng chiến chống Mỹ cứu nước hạng nhất;
- Huy hiệu 60 năm tuổi đảng.